# Henryk Barczyński

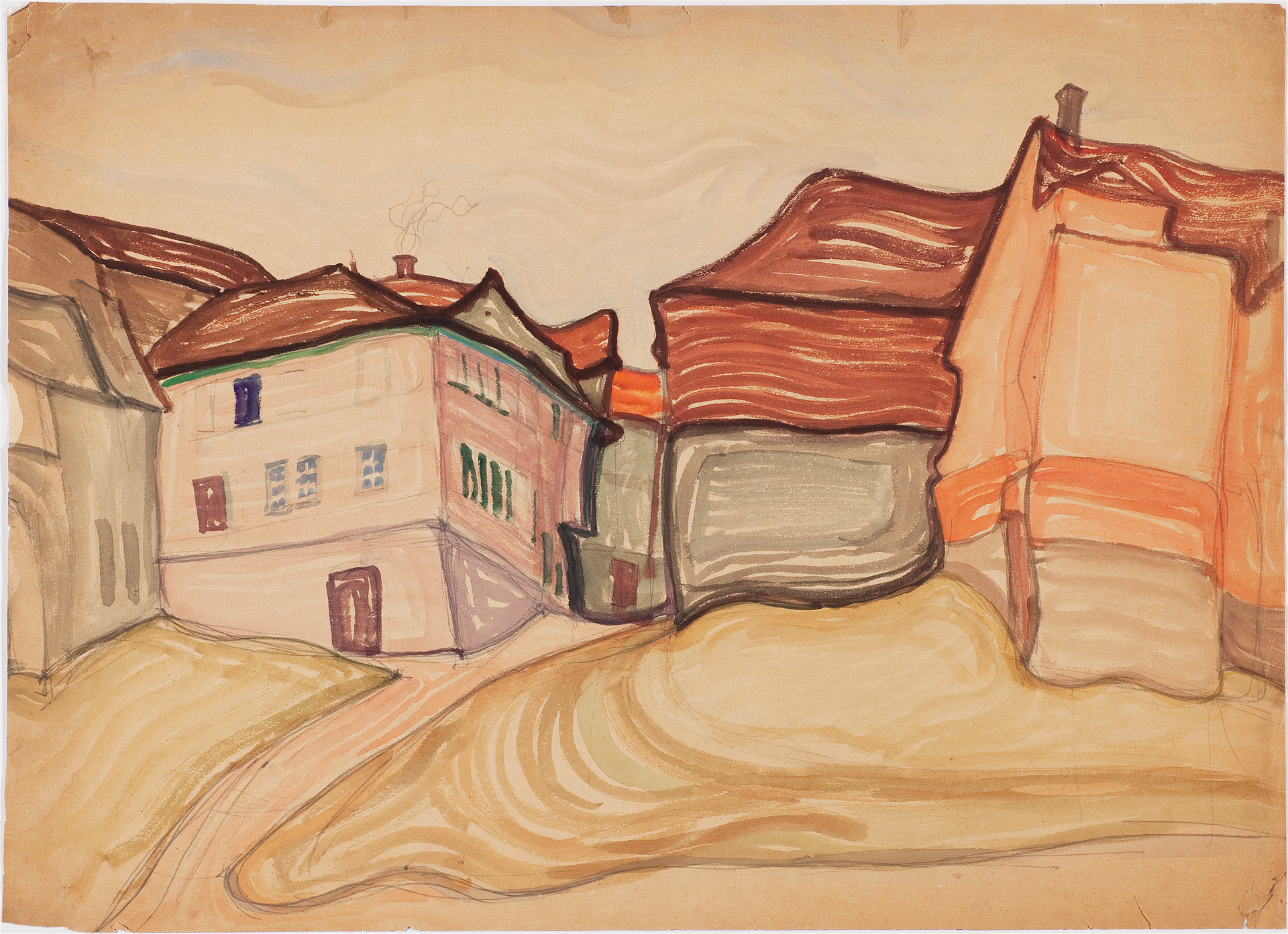
Stadtlandschaft

Henryk (auch Hennoch) Barczyński (* 16. Dezember 1896 in Łódź; † 14. März 1941 in Tomaszów Mazowiecki) war ein polnischer Grafiker und Illustrator jüdischer Abstammung.
Er begann sein Malstudium an der privaten Zeichenschule von Jakub Katzenbogen in Łódź und setzte es 1915–1916 in Warschau an der Schule der Schönen Künste Warschau bei Henryk Glicenstein fort. In den Jahren 1919–1926 studierte er an der Hochschule für Bildende Künste Dresden bei Otto Gussmann und Robert Sterl.
1925 erhielt er den ersten Preis beim Wettbewerb des Roten Kreuzes in Paris. Für einige Zeit war er mit der literarischen und künstlerischen Gruppe der Expressionisten von Jung Idysz verbunden. Barczyński wurde von den Gemälden von Marc Chagall und Oskar Kokoschka beeinflusst. Das Thema seiner Arbeiten wurde aus der jüdischen Tradition und aus dem Alltag der polnischen Juden gezogen. Er reiste durch Europa, besuchte Frankreich, Italien, Spanien, blieb von 1927 bis 1933 in Berlin und kehrte dann nach Łódź zurück. Er gehörte zur Genossenschaft polnischer bildenden Künstler in Łódź. Er stellte in Berlin, Dresden, Tel Aviv und New York aus. 1937 wurde in der Nazi-Aktion „Entartete Kunst“ aus dem Stadtmuseum Dresden seine Zeichnung „Mädchenkopf“ (etwa 1920) beschlagnahmt und anschließend vernichtet. Als der Zweite Weltkrieg ausbrach, beschloss er, Łódź zu verlassen und nach Tomaszów Mazowiecki zu gehen, wo er in das Ghetto kam. Dort gründete er einen Künstlerclub, malte weiter, schuf u. a. Porträts und Ansichten des Ghettos. Er wurde höchstwahrscheinlich im März 1941 ermordet.
Ein Selbstbildnis von 1929 (Aquarell und Bleistift) befindet sich im Bestand er Berlinischen Galerie.